# Лука-райковецька культура
Лука-райковецька культура — східнослов'янська археологічна культура VIII—IX ст., пам'ятки якої поширені у лісовій та лісостеповій зонах України від Дніпра до Закарпаття, а також у Східній та Західній Молдові.
У Румунії Лука-райковецька культура називається культурою Хлінча.

## Історія дослідження
Названа за городищем VII—IX ст. в урочищі Лука біля с. Райки, Бердичівського району,Житомирської області, розкопки на якому були проведені В. К. Гончаровим у 1946–1947.
Окремі пам'ятки почали досліджуватися ще наприкінці XIX — на початку XX ст. (розкопки на Житомирщині, а також на Старокиївській горі у Києві тощо), проте широких масштабів ці дослідження набули вже з кінця 1940-х років. Донедавна райковецька культура визначалася як «пам'ятки типу Луки Райковецької».
Дещо пізніше були досліджені поселення Канів, Сахнівка і городища Монастирок на Канівщині, поселення Макарів Острів і могильник Велика Андрусівка на Тясмині, Тетерівка і Шумськ на Житомирщині, Семенки 2 і Коржівка на Південному Бузі (розкопки Г. Г. Мезенцевої, В. Й. Довженка, Д. Т. Березовця, І. П. Русанової, П. І. Хавлюка, О. М. Приходнюка, В. О. Петрашенко). На заході України масштабні розкопки були здійснені В. В. Ауліхом, В. Д. Бараном, Б. О. Тимошуком, Л. П. Михайлиною, М. А. Филипчуком та іншими дослідниками. Найбільш повно досліджені поселення і городища Ріпнів, Рашків І, Кодин, Чорнівка, Пліснеськ, Бабка, Ревне, Добринівціта ін. У Прикарпатті відомі також Ревнівський та Чорнівський могильники, низка святилищ і культових місць, металургійний центр поблизу Григорівки.

## Памʼятки культури
Ареал культури охоплює значну територію, що більш-менш збігається з ареалом своєї попередниці — празької культури, з якою є генетично пов'язана — Правобережну Україну, а також Закарпаття, суміжні області Білорусі, Молдову, Румунію та Болгарію.
Деякі розкопані селища та городища виникли ще в 500—700 рр.
На поселеннях досліджені як напівземлянки, так і наземні житла з кам'янками або глинобитними печами, розташованими в кутках.
У 700—900 рр., мабуть, зберігався обряд поховання залишків кремації в ґрунтових могилах, в урнах, а до X ст. він змінився підкурганними безурновими похованнями.
Типова для культури кераміка відрізняється від празько-корчакської порівняно низькими пропорціями, сильнішою профілізацією, наявністю на частині посудин нерівного лінійно-хвилястого орнаменту.